# Turón
Turón è un comune spagnolo di 327 abitanti situato nella comunità autonoma dell'Andalusia.